# George Lee (homme politique)
 George Lee ( c. 1700 - 18 décembre 1758) est un homme politique whig anglais qui siège à la Chambre des communes pendant 25 ans de 1733 à 1758. 

## Biographie
Il est le cinquième fils de Thomas Lee (2e baronnet), qui épouse Alice Hopkins, fille de Thomas Hopkins, de Londres. Son frère aîné est le juge Sir William Lee. Il entre au Clare College de Cambridge en 1716, mais passe à Christ Church, Oxford, où il se fait immatriculer le 4 avril 1720. Il obtient les diplômes de BCL en 1724 et de DCL en 1729. Le 23 octobre 1729, il est admis avocat à Doctors 'Commons et obtient rapidement une pratique . 
Il est élu en tant que député whig du Parlement de Brackley sous le patronage du duc de Bridgwater lors d'une élection partielle le 25 janvier 1733. Il est réélu sans opposition aux Élections générales britanniques de 1741 mais démissionne de son poste lors de sa nomination à ses fonctions en mars 1742 et est réélu comme député de Devizes lors d'une élection partielle le 23 juillet 1742. Aux Élections générales britanniques de 1747 il est réélu comme député de Liskeard . Aux élections générales britanniques de 1754, son beau-frère Humphry Morice (député) (en) le fait élire sans opposition comme député de Launceston . 
De 1742 à 1744, Lee est Lord de l'amirauté. Il est anobli et nommé en tant que conseiller privé en 1752 . De 1751 à 1757, il est trésorier d'Augusta, princesse de Galles. 
En 1757, Lee démissionne de son poste de trésorier de la princesse douairière à la suite de la montée en faveur de Lord Bute, mais sa défection n'a pas attiré l'attention, les adhérents de la princesse s'étant relâchés depuis quelque temps dans leur opposition au ministère. Lorsque le Duc de Newcastle propose de former une administration, en excluant Pitt de ses fonctions, Lee accepte à contrecœur d'être Chancelier de l'Échiquier mais le duc, presque immédiatement et sans le moindre préavis vis-à-vis de ceux qui ont accepté de le rejoindre, abandonne son plan. 
Le 18 décembre, Lee est décédé subitement dans sa maison de St James's Square, à Londres, et est enterré le 28 décembre dans le caveau familial sous l'extrémité est de l'église Hartwell, dans le Buckinghamshire . 

## Famille
Il épouse, le 5 juin 1742, Judith, la deuxième fille de Humphry Morice de Werrington, près de Launceston, Cornouailles, et de sa femme, une fille de Thomas Sandys de Londres. Elle est décédée le 19 juillet 1743, âgée de 33 ans, et est enterrée le 1er août dans le caveau de la famille Lee à Hartwell Church. 
Sir George est décédé sans descendance et laisse toute sa fortune à son neveu, Sir William Lee, 4e baronnet . 